# 胡若愚旧居
胡若愚旧居为张作霖镇威上将军公署顾问、张学良副官、北洋政府善后会议委员、临时参政院参政、京师税务监督、国民政府卫生部政务次长、青岛市市长、北平市代理市长、国民政府实业部开滦矿务局督办胡若愚在天津的故居，建于1920年代初，位于当时的天津英租界的马厂道（Race Course Road）（今天津市和平区马场道42号）。该建筑现为一般保护等级历史风貌建筑和天津市文物保护单位。而马场道42号（北洋总统徐氏旧居）和马场道44-46号（北洋总统徐世昌之女旧居）这两处原大总统徐世昌的房产作为天津五大道近代建筑群的重要组成部分，被中华人民共和国国务院批准为全国重点文物保护单位。

## 历史
胡若愚旧居最初是北洋政府总理徐世昌送给女儿的嫁妆。1950年，胡若愚购下马场道84号（今42号）住宅，遂作为自己晚年的寓所，在此度过余生。1978年，胡家人将此宅出售。该建筑现为天津市国家安全局用房。

## 建筑
胡若愚旧居建筑面积为408平方米，为一座二层砖木结构西欧乡村别墅式建筑，白色水泥墙体，棕色门窗，建筑顶部为人字形红色坡瓦顶，上开老虎窗及三角顶天窗，建筑入口设有小石台阶，方门厅。